# 로버트 자르
로버트 즈다(Robert James Zdarsky, 1950년 6월 3일 ~ 2015년 3월 30일)는 미국의 배우, 영화 제작자, 가수, 기타 연주자이다.
시카고에서 태어났으며 펜서콜라에서 사망하였다. 사인은 심근 경색이다.

## 영화
- 하이 온 더 호그 (2017년)
- 몬스터스 온 메인 스트리트 (2014년)
- 어 블러드 스토리 (2013년) - 개리 역
- 리틀 크립스 (2012년)
- 더 웨이터 (2010년)
- 낫 어더 B 무비 (2010년)
- 티론 (1999년)
- 워터프론트 (1998년)
- 건스 오브 엘 추파카브라 (1997년)
- 미래 전쟁 (1997년)
- 토탈 포스 (1997년)
- 아메리칸 차이나타운 (1996년) - 에릭 역
- 킬링 타겟트 (1996년)
- 스토미 나이트 (1996년)
- 레드 타겟 (1996년)
- 모자이크 프로젝트 (1995년)
- 특명 베가스 (1995년)
- 추적자 (1995년)
- 프로페셔날 어페어 (1994년)
- 구놈 (1994년)
- 범죄자 대 범죄자 (1993년)
- 더블 키드 (1993년)
- 코델 3 (1993년)
- 야생 선인장 (1993년)
- 용의 그림자 (1992년)
- 나 홀로 숲속에 (1992년)
- 콰이어트파이어 (1991년)
- 비정의 집행자 (1991년)
- 비스트마스터 2 (1991년)
- 자유시대 (1991년)
- 소울테이커 (1990년)
- 코델 (1990년)
- 용의 전사 (1990, Dragonfight)
- 사무라이 캅 (2000, Paper Bullets)
- 탱고와 캐쉬 (1989년)
- 더 킬링 게임 (1988년)
- 엽살경찰 (1988년)
- 리벤지 특명 (1988년)
- 그로테스크(영어판) (1988년)
- 프레쉬 킬 (1987년)
- 체리 2000 (1987년)
- 핫 칠리 (1985년)